# Volker Schlöndorff
Volker Schlöndorff est un réalisateur allemand, né le 31 mars 1939 à Wiesbaden (Allemagne).
Il est l'un des représentants majeurs du nouveau cinéma allemand des années 1960-1970 et l'un des fervents défenseurs du cinéma d'auteur européen.

## Biographie

### Enfance et jeunesse
À 17 ans, en 1956, Volker Schlöndorff, dont le père est médecin, quitte l'Allemagne de l'Ouest et se trouve à Vannes en Bretagne dans un internat jésuite, le lycée Saint François-Xavier. Le système des équipes prôné par ce lycée (ateliers à thème que les lycéens suivent un après-midi par semaine toute l'année) révélera sa passion pour l'art théâtral et cinématographique. Deux ans plus tard, en 1958, Schlöndorff obtient le premier prix de philosophie du concours général alors qu'il est élève au lycée Henri-IV à Paris. Il est diplômé de l'Institut des hautes études cinématographiques (IDHEC) et commence sa carrière en France comme assistant d'Alain Resnais (L'Année dernière à Marienbad), de Jean-Pierre Melville (Le Doulos, Léon Morin, prêtre) et de Louis Malle (Le Feu follet).

### Débuts dans le cinéma
En 1966, encouragé par Louis Malle, dont il a été l'assistant réalisateur lors du tournage de Viva Maria !, il réalise à vingt-six ans son premier long métrage, Les Désarrois de l'élève Törless, tiré du roman homonyme de Robert Musil. Il y révèle sa maîtrise d'une forme fluide, l'acuité de son étude psychologique et son sens du récit. Le film obtient le Prix de la Critique internationale au 20e Festival de Cannes, ainsi que l'une des plus importantes distinctions ouest-allemandes, le Ruban d'argent.
Trois ans plus tard, il adapte Michael Kohlhaas de Heinrich von Kleist, ainsi que Baal (1969)

### Années 1970: reconnaissance internationale
En 1971, il épouse l'actrice, réalisatrice et scénariste allemande Margarethe von Trotta, dont il divorce en 1991.
Il réalise divers films qui obtiennent un petit succès en Allemagne sans néanmoins franchir les frontières du pays : La Soudaine Richesse des pauvres gens de Kombach (de) (1971), Feu de paille (1972) et Une nuit au Tyrol (1973).
Schlöndorff s'impose en Allemagne comme l'un des chefs de file du nouveau cinéma allemand grâce à son adaptation, en 1975, réalisée en compagnie de Margarethe von Trotta, du roman de Heinrich Böll (Prix Nobel de littérature 1972), L'Honneur perdu de Katharina Blum, critique acerbe de l'Allemagne des années de plomb. Lui succède Le Coup de grâce, d'après Marguerite Yourcenar.
En 1977, il s'unit à plusieurs personnalités artistiques ouest-allemandes, parmi lesquelles Heinrich Böll, A. Muge, Rainer Werner Fassbinder, pour réaliser un documentaire politique relatant les évènements tragiques survenus en Allemagne de l'Ouest. en octobre 1977, de l'enlèvement de Hanns-Martin Schleyer à la mort d'Andreas Baader : L'Allemagne en automne.
Le cinéaste obtient la reconnaissance internationale avec Le Tambour, tiré du livre d'un autre prix Nobel allemand, Günter Grass. Cette fresque dramatico-bouffonne délirante qui revisite de manière anticonformiste l'histoire de l'Europe centrale, de l'Allemagne et du nazisme à travers le parcours d'un garçon qui décide de ne plus grandir à l'âge de trois ans, est récompensée par la Palme d'or à Cannes en 1979 (ex æquo avec Apocalypse Now de Francis Ford Coppola). Elle gagne également l'Oscar du meilleur film étranger à Hollywood, l'année suivante.

### Années 1980: le cinéma d'auteur
Le succès planétaire du Tambour lui ouvre toutes les portes. Il reste d'abord fidèle à un mode de production indépendant et à un cinéma d'auteur européen, porteur d'une certaine noblesse culturelle tant par le choix varié des langues de tournage (allemand, français, anglais) que par une inspiration puisée dans le patrimoine littéraire. Il réalise ensuite quelques films aux États-Unis avant de revenir en Europe. Il est souvent le producteur des films qu'il réalise et collabore ponctuellement avec la télévision pour boucler ses budgets. Il a par ailleurs mis en scène plusieurs téléfilms.
Adaptant régulièrement des monuments de la littérature (Marcel Proust, Max Frisch, Arthur Miller, Michel Tournier etc.), Schlöndorff reste, en France, en Allemagne et aux États-Unis, lié à un certain intimisme et à des thèmes tels que les heures sombres de l'histoire, les vicissitudes du pouvoir, la frustration, la révolte et la répression : Un amour de Swann, Le Faussaire, Mort d'un commis voyageur, Colère en Louisiane, The Voyager, Le Roi des Aulnes, Les Trois Vies de Rita Vogt, Le Neuvième Jour...

### Années 1990: la direction des studios de Babelsberg
Dans les années 1990, il accepte la direction des studios de Babelsberg, dans la banlieue ouest de Berlin (ex-RDA), l'ex-siège du Hollywood allemand lorsque l'UFA y était installée dans la première moitié du XXe siècle et propriété de la Compagnie générale d'immobilier et de services. Il enseigne également le cinéma et la littérature à l'école européenne de Saas-Fee (Suisse), notamment lors de séminaires estivaux.
En 1996, il réalise Le Roi des aulnes, avec John Malkovich dans le rôle d'Abel.

### Années 2000
Durant les années 2000, Volker Schlöndorff réalise notamment Les trois vies de Rita Vogt (2000), The enlightment (2002), Le Neuvième Jour (2004), L'héroïne de Gdansk (2006) et Ulzhan (2007).
Le Neuvième Jour permet au cinéaste allemand de retrouver un certain succès critique. Inspiré de l'histoire vraie du père Jean Bernard, prêtre luxembourgeois, le film se déroule pendant la Seconde Guerre mondiale : l'abbé résistant Henri Kremer (Ulrich Matthes), prisonnier à Dachau, se voit accorder neuf jours de sortie afin de convaincre son évêque d'abandonner sa politique d'opposition face au régime. Si Kremer parvient à convaincre l'évêque, il en sera récompensé par une liberté définitive. En cas de tentative de fuite, Kremer mettra en danger non seulement la vie des déportés de Dachau, mais aussi celle de sa famille. Déchiré entre les souvenirs insoutenables de l'horreur du camp et sa conviction de chrétien, Kremer est pris dans un dilemme d'autant plus éprouvant que Gebhardt, lui-même diacre, use d'arguments théologiques pour l'amener à trahir.

Dans la revue La Règle du jeu, Laurent Dispot écrit : 

« Le Neuvième Jour, en 2004, aura été une réplique du meilleur cinéma au piètre Amen de Costa-Gavras en 2002, paresseuse resucée du tract de propagande qu’est Le Vicaire, pièce de théâtre de Rolf Hochhuth. [...] chaque moment, chaque écho, chaque allusion du Neuvième Jour de Volker Schlöndorff, tout ce qui fait ce film, et qui le porte, le rendent exceptionnel. Il est la vérité, alors que tout y est création, réalité recomposée ; rien de moins fictif que cette fiction. Sa substance est toute de substances : de nappes, comme on dit du pétrole, qui sont en dessous. Il faut y accéder, ce film est "impossible" sans réflexion, sans le commentaire, sans le réfléchir, sans le re-projeter, pour soi-même et les autres. Sur une scène intime et en en parlant. »

En 2009, Schlöndorff met en scène la dernière pièce de Léon Tolstoï, Et la lumière luit dans les ténèbres (espace scénique : Mark Lammert), au château de Neuhardenberg avec Angela Winkler. Un film consacré à la conférence de Berlin (1885) est par ailleurs à l'étude.

### Années 2010: Verdun, Bruxelles et États-Unis
En 2011, le cinéaste allemand réalise La Mer à l'aube qui raconte les dernières heures de Guy Môquet (Léo-Paul Salmain).
En mai 2016, Volker Schlöndorff dirige une scénographie à l'ossuaire de Douaumont pour célébrer le centenaire de la bataille de Verdun. Le spectacle met en scène des milliers de jeunes figurants, vêtus de tee-shirts multicolores, courant au milieu des tombes des soldats,, accompagnés par Les Tambours du Bronx, un groupe de percussions urbaines de la Nièvre, dont la musique consiste à frapper violemment sur des bidons. La mort qui frappa ces 300 000 soldats, est représentée par un personnage juché sur des échasses.
Le Daily Mail et plusieurs journaux de la presse britannique, dont le pays perdit aussi environ un million de soldats, parlent d'un « outrage ». En France, la population est divisée. Certaines personnalités politiques expriment leur désapprobation devant ce qu'elles considèrent être un manque de respect envers les victimes de cette bataille. Une vidéo de ce spectacle publiée sur YouTube par la chaîne CNews est désapprouvée par 94 % des internautes ayant exprimé leur opinion, un score exceptionnellement bas.

### Décorations
- Officier de la Légion d'honneur (2002)
- Ordre bavarois du Mérite (2003)
- Commandeur de l'ordre du Mérite de la République fédérale d'Allemagne (2019)

## Filmographie

### Cinéma
- 1966 : Les Désarrois de l'élève Törless (Der junge Törless)
- 1967 : Vivre à tout prix (Mord und Totschlag)
- 1969 : Michaël Kohlhaas (Michaël Kohlhaas, der rebell)
- 1971 : La Soudaine Richesse des pauvres gens de Kombach (de) (Der Plötzliche Reichtum der armen Leute von Kombach)
- 1972 : Feu de paille (Strohfeuer)
- 1972 : Un crime ordinaire (Die Moral der Ruth Halbfass)
- 1975 : L'Honneur perdu de Katharina Blum (Die verlorene Ehre der Katharina Blum oder: Wie Gewalt entstehen und wohin sie führen kann) en  collaboration avec Margarethe von Trotta
- 1976 : Le Coup de grâce (Der Fangschuss)
- 1977 : Rien que pour le plaisir, rien que pour le jeu (it) (Nur zum Spaß, nur zum Spiel) (documentaire)
- 1978 : L'Allemagne en automne (Deutschland im Herbst)
- 1979 : Le Tambour (Die Blechtrommel)
- 1980 : Le Faussaire (Die Fälschung)
- 1980 : Der Kandidat (en) (documentaire)
- 1984 : Un amour de Swann
- 1987 : Colère en Louisiane (A Gathering of Old Men)
- 1990 : La Servante écarlate (The Handmaid's Tale)
- 1991 : The Voyager (Homo Faber)
- 1996 : Le Roi des Aulnes (Der Unhold)
- 1998 : Palmetto
- 2000 : Les Trois Vies de Rita Vogt (Die Stille nach dem Schuß)
- 2004 : Le Neuvième Jour (Der neunte Tag)
- 2007 : L'Héroïne de Gdansk (Strajk - Die Heldin von Danzig)
- 2008 : Ulzhan
- 2014 : Diplomatie (également coscénariste)
- 2017 : Retour à Montauk (Rückkehr nach Montauk)

### Télévision
- 1970 : Baal (téléfilm)
- 1976 : Les Raisons de Georgina (série Nouvelles de Henry James)
- 1985 : Mort d'un commis voyageur (Death of a Salesman)
- 2005 : Enigma - Eine uneingestandene Liebe (téléfilm)
- 2012 : La Mer à l'aube (Das Meer am Morgen) (téléfilm)
- 2022 : L'Homme qui ressuscite les arbres, documentaire sur la vie de  l'agronome Tony Rinaudo

## Distinctions et honneurs

### Récompenses
- 1966 : prix de la Critique internationale au Festival de Cannes pour Les Désarrois de l'élève Törless
- Sélection à la Mostra de Venise 1972 pour Strohfeuer[12]
- 1979 : Palme d'or au festival de Cannes pour Le Tambour
- 1980 : Oscar du meilleur film en langue étrangère pour Le Tambour
- 1984 : membre de l'Académie des arts de Berlin[13]
- 2009 : prix littéraire du Syndicat français de la critique de cinéma pour Tambour battant
- 2011 : grand prix des Médias du prix franco-allemand du journalisme (PFAJ)
- 2012 : Festival TV de Luchon, prix du meilleur réalisateur pour La Mer à l'aube
- 2015 : César de la meilleure adaptation pour Diplomatie

### Nominations et sélections
- Sélection officielle au Festival des Busters 2017 pour Le Tambour

## Publications
- Tambour battant : mémoires de Volker Schlöndorff [« Licht, Schatten und Bewegung. Mein Leben und meine Filme »] (trad. de l'allemand par Jeanne Etoré et Bernard Lortholary), Paris, Éditions Flammarion, 2009, 430 p. (ISBN 978-2-08-122394-3)
- La Mer à l'aube : les dernières heures de Guy Môquet, Paris, éditions Saint-Simon, 2012, 192 p. (ISBN 978-2-915134-58-2, lire en ligne)

## Hommages
Le 15 novembre 2018, Horschamp - Rencontres de Cinéma rend hommage au réalisateur le temps d'une soirée à Paris au Gaumont les Fauvettes, en présence de nombre de ses amis et collaborateurs.